# Pistolet Mauser WTP
Mauser Westentasche Pistole (WTP) – niemiecki kieszonkowy pistolet samopowtarzalny produkowany w okresie międzywojennym.